# 1634
Évszázadok: 16. század – 17. század – 18. század
Évtizedek: 1580-as évek – 1590-es évek – 1600-as évek – 1610-es évek – 1620-as évek – 1630-as évek – 1640-es évek – 1650-es évek – 1660-as évek – 1670-es évek – 1680-as évek
Évek: 1629 – 1630 – 1631 – 1632 –  1633 – 1634 – 1635 – 1636 – 1637 – 1638 – 1639

## Események
- Kialakul a finn közigazgatás mai rendszere
- február 25. – II. Ferdinánd német-római császár parancsára meggyilkolják az árulónak nyilvánított Albrecht von Wallensteint.[1]
- június 14. – Lengyelország és Oroszország megköti a szmolenszki háborút(wd) lezáró poljanovkai békét(wd), amelyben IV. Ulászló lengyel király lemondott az orosz cári trónról.[2]
- július 19. – Egyházmegyei zsinat Zágrábban.
- szeptember 6. – A nördlingeni csata a császáriak győzelmével zárul (harmincéves háború).[1]

## Születések
- október 18. – Luca Giordano olasz festő és rézmetsző († 1705)
- december 10. – Thomas Kingo, dán püspök, költő és himnuszíró († 1703)

## Halálozások
- január 17. – Szenczi Molnár Albert[3] református lelkész, zsoltárköltő, műfordító (* 1574)
- november 26. – Alvinczi Péter, református lelkész, hitvitázó, Pázmány Péter egyik legnagyobb ellenfele (* 1570)